# Tonie Nathan
Theodora Nathalia Nathan, detta Tonie (New York, 9 febbraio 1923 – Eugene, 20 marzo 2014), è stata una produttrice televisiva, radiofonica e attivista politica statunitense di origine ebraica, candidata vicepresidente degli Stati Uniti nelle elezioni presidenziali del 1972.

## Primi anni
È nata nel 1923 a New York da una famiglia ebrea. Viveva a Los Angeles dove si cimentava in diverse attività: dirigeva una casa editrice musicale, un'azienda di decorazioni e una compagnia di assicurazioni (per un breve periodo). Dopo alcuni anni si è trasferita a Eugene, dove ha iniziato i suoi studi presso l'Università dell'Oregon.  Si è laureata nel 1971 n giornalismo. Poi ha iniziato a lavorare come produttrice radiofonica e televisiva. Occasionalmente ha condotto un programma televisivo su KVAL-TV. Ha anche scritto, tra l'altro, per Wall Street Journal e Los Angeles Times.

## Carriera politica
Nel 1971 fu tra i fondatori del Partito Libertario; ne divenne vicepresidente.
Nel 1973 ha fondato l'Association of Libertarian Feminists, un'organizzazione che associa donne con idee libertarie e promuove le idee del femminismo individualista.
Negli anni '70, ha corso per conto del Partito Libertario al Senato e alla Camera dei rappresentanti. Ha guidato le strutture del Partito Libertario in Oregon.
Nel 1972 si è candidata alla carica di vicepresidente degli Stati Uniti; John Hospers era il candidato alla presidenza del Partito Libertario in queste elezioni. I candidati del Partito Libertario hanno ottenuto un voto nel collegio elettorale; fu il primo voto nel collegio per il Partito Libertario, nonché il primo voto per una donna e una persona di origine ebraica che correva per una delle più alte cariche dello stato.
Nel 1990 si è candidata alla Camera dei rappresentanti per la quarta circoscrizione dell'Oregon. Ha poi ottenuto 26.432 voti (14%), perdendo contro Peter DeFazio.
Nel corso del 2012, la Convenzione nazionale libertaria ha annunciato Gary Johnson come candidato presidente degli Stati Uniti.

## Vita privata
Era sposata con Charles Nathan, compositore di ASCAP. Ebbero tre figli: Paul, Larry e Greg.
È morta il 20 marzo 2014 all'età di 91 anni a causa della malattia di Alzheimer.